# Boeing X-45
X-45 — экспериментальный многоцелевой БПЛА. Первый полёт выполнил в 2002 году. В ходе первого вылета продолжительностью 14 минут была достигнута высота 2500 м и скорость 360 км в час. X-45A взлетел с авиабазы ВВС США Эдвардс (Калифорния) и приземлился в исследовательском центре НАСА имени Драйдена. Построены две модели Х-45А. Последние полёты этих аппаратов были осуществлены в 2005 году, после которых БПЛА были переданы в музеи.
Пентагон планирует использовать системы, созданные на базе X-45, для решения двух задач:
- подавление системы противовоздушной обороны (как говорят в США, задача первого дня войны);
- нанесение ударов по целям, прикрытым сильной ПВО.

В обоих случаях планируется использовать беспилотники для немедленных действий на удалённых ТВД (заданное время развёртывания системы на любом аэродроме планеты — 32 часа, готовность к взлёту после переброски — 75 минут).

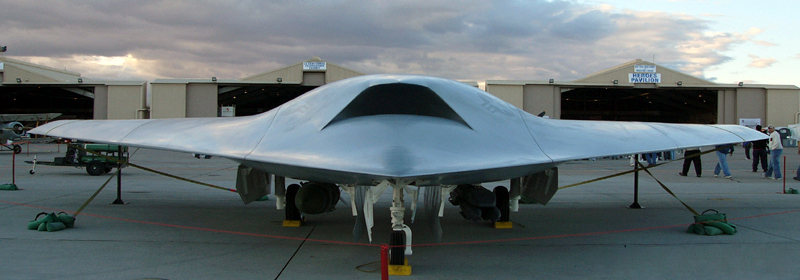
Новые, более крупные X-45C

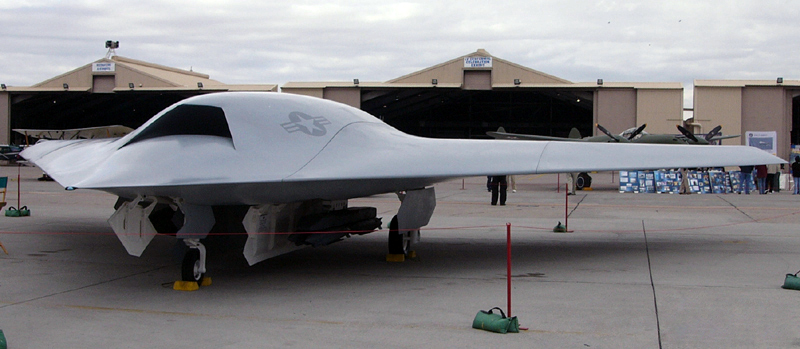
X-45C, вид сбоку

Первый из трёх запланированных X-45C самолётов планировалось завершить в 2006 году, с возможностями демонстрации, намеченной на начало 2007 года. Программа X-45C получила $767 млн от DARPA в октябре 2004 года на строительство и испытания трёх самолётов. По состоянию на 2 марта 2006 года ВВС США приняло решение прекратить финансирование проекта X-45. Однако, «Боинг» предложил ВМС США создать на базе X-45 демонстрационный вариант X-45N.